# Bolechov
Bolechov (německy Bolechau) je vesnice ležící v kraji Vysočina, v okrese Pelhřimov a spadá pod obec Želiv, od které je vzdálen asi 1 km severozápadním směrem.

## Název
Název se vyvíjel od varianty Bozhelow (1226), Bolechow (1437), Balechow a Bolechuow (1486), Bolechow (1599) až k podobě Bolechov v roce 1601. Místní jméno znamenalo Bolechův (dvůr).

## Historie
Vesnice Bolechov byla založena kolem roku 1200 a první písemná zmínka o ní pochází z roku 1226.

## Památky
- kaplička Panny Marie Bolechovské z 19. století
- železný kříž na návsi z roku 1825

## Zajímavosti
- V Bolechově se natáčel film Jak se krotí krokodýli.